# Грб Цетиња
Грб Цетиња је званични грб црногорске престонице Цетиња.

## Опис грба
Грб приказује стилизованог плавог орла са две главе, који симболизује грб Црне Горе. Плави рубови грба су плаве боје и формирани су крилима орла.
Унутар грба налази се отворена књига, под називом Октоих петогласник, која је прва штампана књига међу Србима и уједно међу свим Јужним Словенима, а одштампана је 1494. године. Изнад књиге налази се стилизовани цртеж Цетињског манастира, центра Српске православне цркве у Црној Гори.
Пре овог грба, локална заједница са сједиштем на Цетињу, користили су сасвим другачију верзију грба. Овај грб је кориштен са почетка до краја 20. вијека, а показује положај Цетињског манастира, испод планине Ловћен. На врху брда налази се кула „Табља“ гдје су за вријеме црногорско-турских ратова истицане главе побијених.